# Quixaba (Paraíba)
Quixabá este un oraș în Paraíba (PB), Brazilia.